# ۱٬۲٬۳٬۵-تتراهیدروکسی‌بنزن
۱،۲،۳،۵-تتراهیدروکسی‌بنزن (به انگلیسی: 1,2,3,5-Tetrahydroxybenzene) یک ترکیب شیمیایی با شناسه پاب‌کم ۱۲ است. 